# Консоло, Федерико
Федерико Консоло (итал. Federico Consolo, известен также под еврейским именем Иехиель Нахмани Сефарди; 8 апреля 1841, Анкона — 14 декабря 1906, Флоренция) — итальянский скрипач и композитор.

## Биография
Сын евреев-интеллектуалов из старинных сефардских родов — филолога и переводчика Беньямино Консоло и его жены Реджины, урождённой Пьяцца, известной, в частности, своим переводом на итальянский язык «Руководства» Эпиктета. С детства учился синагогальному пению, затем изучал игру на скрипке во Флоренции у Фердинандо Джорджетти, после чего отправился в Брюссельскую консерваторию, которую окончил в 1859 году — наставниками Консоло были Анри Вьётан и Франсуа Жозеф Фети.
Вернувшись во Флоренцию, в 1861—1863 гг. играл первую скрипку в первом составе Флорентийского квартета. Гастролировал в различных европейских странах как солист, пока в 1886 году не вынужден был полностью прекратить выступления из-за нервного перенапряжения.

## Сочинения
В 1880-е годы Консоло сочинил некоторое количество инструментальных и камерных произведений, в том числе Восточную фантазию для большого оркестра (1882), по меньшей мере два струнных квартета, сообщалось также о выполненных им обработках старинной музыки (Верачини, Тартини, Лолли, Джеминиани и др.). Кроме того, Консоло написал на слова Джозуэ Кардуччи музыку национального гимна Сан-Марино, утверждённого в 1894 году.
Поздние, 1890—1900-х гг., труды Консоло были связаны со сбором, обработкой и публикацией еврейского музыкального фольклора. Главный труд Консоло в этой области — «Книга песен Израиля» (итал. Libro dei Canti d'Israele), основанная преимущественно на музыкальном материале, собранном в Ливорно, городе с особенно богатой и непрерывной еврейской традицией.